# Общество киевских врачей
Общество киевских врачей, или Киевское общество врачей — организация врачей города Киева, существовавшее с 1840 по 1928 годы.

## Основание
У истоков сообщества стояли врачи Карл Боссе, Л. Ф. Гротковский, Ф. Ф. Меринг. Торжественное открытие Общества состоялось 29 октября 1840 года. Первым президентом стал инспектор врачебной управы хирург И. П. Кудрявцев, а секретарем — штаб-врач С. И. Волынский. Заседание было освещено статьями в газетах «Друг здравия» и «Северная пчела».
Основной задачей общества было объединение врачей и исследователей медицины с целью улучшения лечения болезней и профилактики их распространения.
В 1850 году был принят устав общества.

## Деятельность
В 1881 году по инициативе Общества был создан «Кружок врачей с целью врачебных дежурств», первый аналог городской службы скорой помощи.
С 1888 года при Обществе начали проводиться первые в мире «Народные медицинские чтения».
При Обществе работало санитарно-статистическое бюро. Общество способствовало распространению прививок против оспы, разработало инструкции по борьбе с инфекционными болезнями.
В 1895 году при Обществе киевских врачей был создан химико-микроскопический кабинет по инициативе Федора Леша.

## Члены общества

### Президенты
- Иван Кудрявцев (1840—1849)
- Владимир Караваев (1849—1857)
- Сергей Алферьев (1857—1860)
- Гюббенет Христиан (1860-69)
- Никанор Хржонщевський (1869—1872)
- Юлий Мацон (1872—1881)
- Григорий Минх (1882—1886)
- Никанор Хржонщевський (1886—1892)
- Федор Леш (1894-97)
- Карл Тритшель (1897—1909)
- Владимир Высокович
- Феофил Яновский (1914—1917)
- Василий Образцов (1917-20)
- Феофил Яновский (1922-28)

### Почетные и действительные члены
И. И. Мечников, С. П. Боткин, Н. И. Пирогов, И. М. Сеченов, Л. Пастер и другие.
Секретарем был Т. А. Маковецкий.

## Издания
- Труды Общества киевских врачей (с 1894 года)
- Протоколы Общества киевских врачей (с 1863 года)

## Дочерние организации

### Акушерско-гинекологическое общество
Акушерско-гинекологическое общество основано в 1886 году. Его возглавляли Георгий Рейн, Григорий Писемский и другие. Его членами были: профессор Василий Образцов, проф. Сергей Томашевский, проф. Владимир Подвысоцкий и другие. Общество издавало «Протоколы заседаний акушерско-гинеколического общества в Киеве» в 1887—1913 годах.

### Общество борьбы с заразными болезнями
Общество борьбы с заразными болезнями было основано 14 апреля 1895 года. Основными задачами этого общества было распространение знаний среди врачей и населения для предотвращения распространения инфекционных заболеваний. Для научных исследований в области бактериологии в октябре 1896 года был организован Бактериологический институт, который возглавил Александр Павловский, ученик Коха и Пастера. С 1897 года общество проводило курсы по бактериологии для врачей.

### Другие
- Физико-медицинское общество (1896). Руководитель Стуковенков Михаил.
- Психоневрологическое товариство (1897). Руководитель Иван Сикорский.
- Дерматосифілідологічне общество (1900). Руководитель Сергей Томашевский.
- Общество детских врачей (1900). Руководитель Василий Чернов.
- Хирургическое общество (1908). Руководитель Николай Волкович.